# Autohaus Gotthard König
Die Autohaus Gotthard König GmbH (Eigenbezeichnung Autohaus König) ist ein Kraftfahrzeughändler mit Sitz in Berlin. Das Unternehmen betreibt 65 Niederlassungen in Berlin, Brandenburg, Mecklenburg-Vorpommern, Sachsen, Sachsen-Anhalt, Thüringen und Hamburg (Stand August 2022). Das Autohaus König ist Vertragshändler der Fahrzeugmarken Renault, Dacia, Fiat, Fiat Professional, Alfa Romeo, Abarth, Jeep, Kia, Suzuki, Maxus, Alpine, Aprilia, Piaggio, Vespa und Ape.

## Geschichte
1966 eröffnete Gotthard König eine freie Werkstatt in West-Berlin. 1980 wurde das Autohaus offizieller Vertragspartner von Renault und gehört heute zu den größten Vertragshändlern der Marke in Deutschland. 2016 wurde das Autohaus Vertragspartner von Fiat Chrysler Automobiles und nahm die Marken des Kraftfahrzeugherstellers in sein Angebot auf. Später folgte die Vertragspartnerschaft mit Piaggio und damit die Aufnahme der Marke Vespa. 2019 wurde mit Kia die nächste Marke in den Vertrieb aufgenommen. 2020 übernahm das Unternehmen die Firma Avantos Automobile und baute seine Fiat-Chrysler-Standorte weiter aus.